# Bukomero
Bukomero – miasto w Ugandzie, w dystrykcie Kiboga.